# CANT Z.1015
Le CANT Z.1015 est un prototype d’avion militaire de la Seconde Guerre mondiale réalisé en Italie par les Cantieri Riuniti dell'Adriatico.